# Castle Dale
Castle Dale – miasto w Stanach Zjednoczonych, w stanie Utah, siedziba administracyjna hrabstwa Emery.